# Jambugodha
Jambugodha o Jambughoda o Jambu-Ghoda (Narukot) fou un estat tributari protegit inicialment a la residència de Baroda i després al Gujarat, a la presidència de Bombai a uns 190 km al sud-est d'Ahmedabad i uns 60 al nord del riu Narbada. La població era de 6.440 habitants el 1891 i 11.385 el 1931 amb 52 pobles, i la superfície de 370 km². Estava governat per la dinastia Parmar rajput originària de Dhar. El territori de l'estat estava totalment rodejat per territori del principat de Chhota Udaipur. Els habitants eren de majoria naikdes i kolis els ancestres dels quals foren notables dacoits (bandits).
Es va fundar al final del segle XIV per Vachhaji, d'una branca de la casa reial de Malwa amb capital a Narukot. Va subsistir com a poder local fins a 1949. Al final del segle XIX el thakur era Dep Singh Jagatsignhji i el va succeir Shri Gambhirsinhji mort el 27 de setembre de 1917 amb títol de Meherban Rana; el 1917 va pujar al tron el seu fill Ranjit Singh Gambirsinghji que va abdicar el 1948 en el seu fill Dig Vijai Singh i va morir el 1962. El seu fill fou el darrer sobirà fins a 1949 (va morir el 2003).
La seva bandera era de tres franges horitzontals, blanca, vermella i blanca.